# Tazio Nuvolari

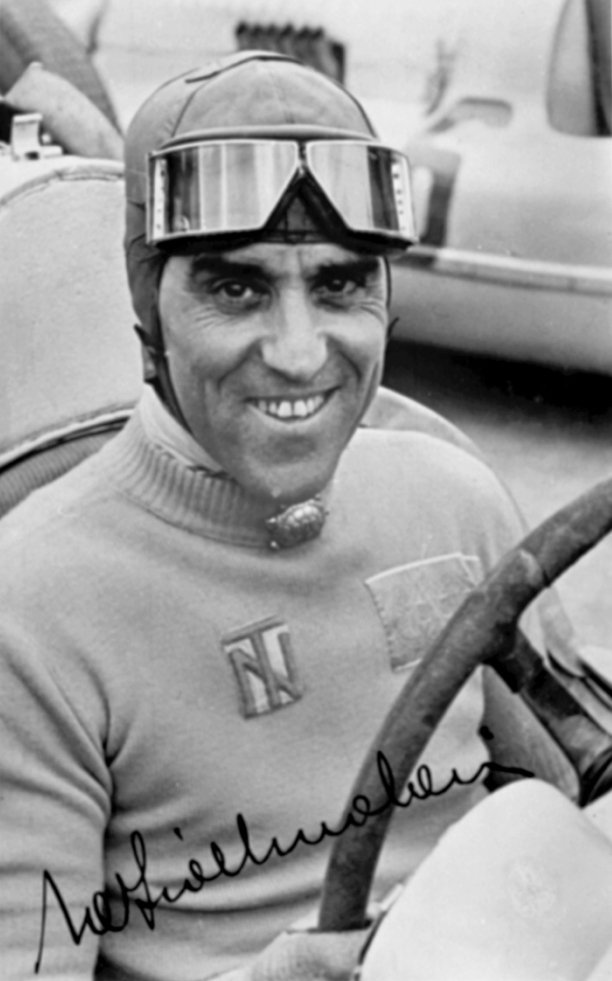

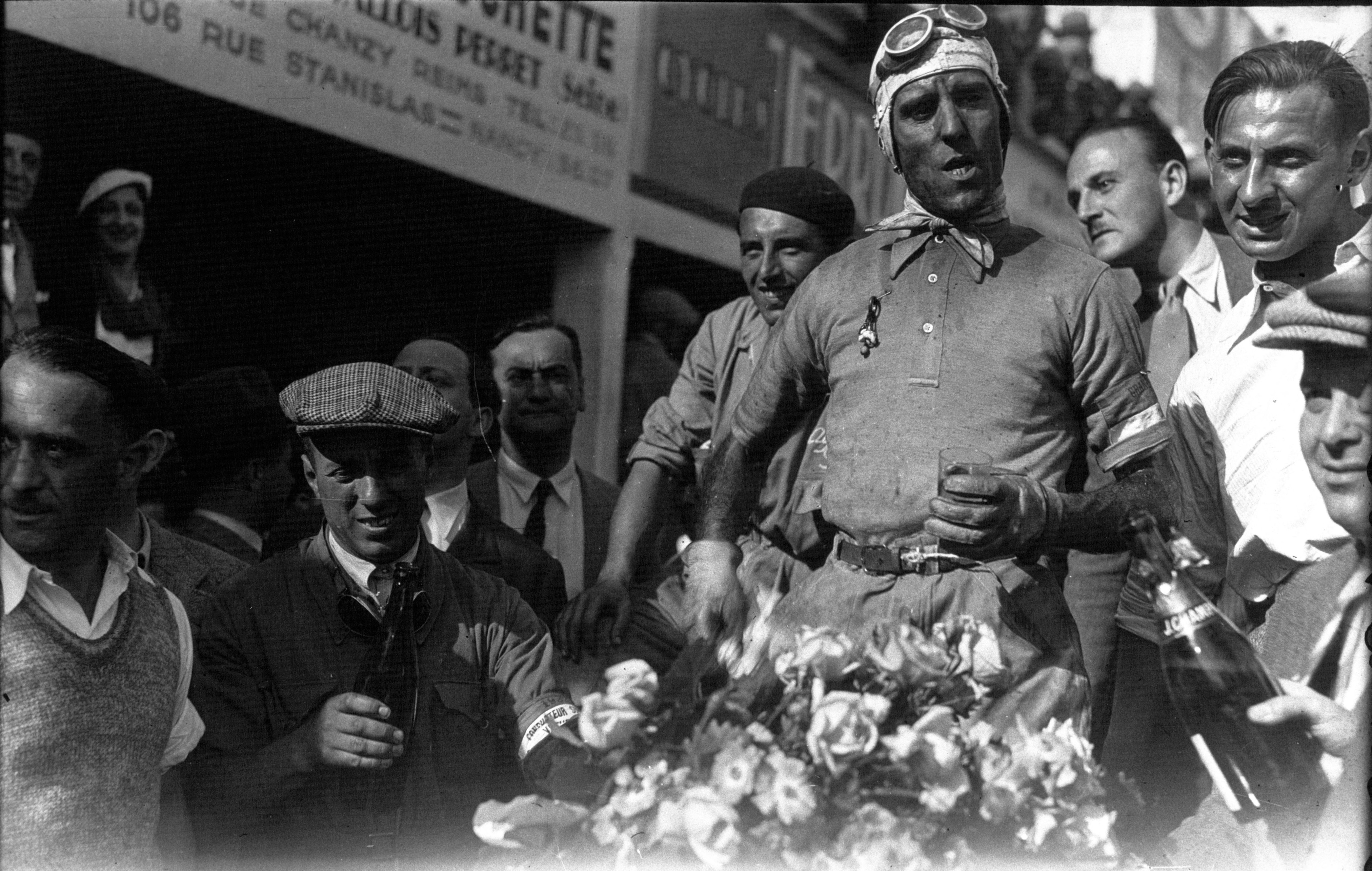
Tazio Nuvolari, na afloop van de Grand Prix van Frankrijk, Reims-Gueux, 1932

Tazio Nuvolari (Castel d'Ario, 18 november 1892 - Mantua, 11 augustus 1953) was een Italiaans autocoureur en in het begin motorracer. Hij stond bekend als "de Vliegende Mantuaan". Nuvolari haalde voor 1940 sportieve successen voor Bianchi, Maserati en Alfa Romeo. De carrière werd gehinderd door de Tweede Wereldoorlog en toen die voorbij was, had Nuvolari al te veel last van zijn astma, die hij had opgelopen door de uitlaatgassen.

## Zijn dood en erna
Zijn grootste wens om te sterven in een auto is nooit in vervulling geraakt. Op 11 augustus 1953 stierf hij in zijn bed. Later zou Ferdinand Porsche hem "de grootste coureur van het verleden, het heden en de toekomst" noemen. Audi heeft nog meerdere conceptautos naar hem vernoemd en Nuvolari werd in 1998 opgenomen in de International Motorsports Hall of Fame.

## Overwinningen
- 1930 : Mille Miglia
- 1931 : Targa Florio
- 1932 : Targa Florio
- 1932 : Grand Prix van Frankrijk
- 1932 : Grand Prix van Italië
- 1932 : Grand Prix van Monaco
- 1933 : 24 uur van Le Mans
- 1933 : Mille Miglia
- 1933 : Grand Prix van België
- 1935 : Grand Prix van Duitsland
- 1936 : Grand Prix van Hongarije
- 1938 : Grand Prix van Frankrijk
- 1938 : Grand Prix van Groot-Brittannië
- 1938 : Grand Prix van Italië
- 1939 : Grand Prix van Joegoslavië